# Kunsthandlung Max Sinz
Die Kunsthandlung Max Sinz wurde 1896 in Dresden gegründet. Sie war neben der Galerie Arnold und dem Kunstsalon Emil Richter, welche neuste Tendenzen im internationalen Kunstgeschehen um die Jahrhundertwende präsentierten, eine eher konservativ ausgerichtete Kunsthandlung im damaligen Kulturleben von Dresden.

## Geschichte

### Kunsthandlung Lichtenberg

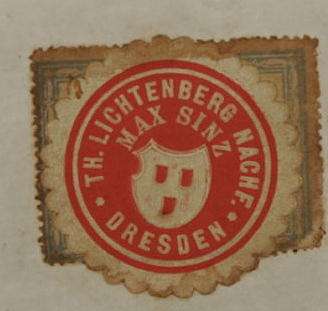
Marke von Th. Lichtenberg Nachf. Max Sinz Dresden

Theodor Lichtenberg eröffnete im April 1891 an der Ferdinandstraße in Dresden eine Zweigstelle seiner Breslauer Kunsthandlung. Im Herbst 1892 bezog der Lichtenberg’sche Kunstsalon in Dresden neue Räumlichkeiten mit verbesserten Lichtverhältnissen im Neubau des Viktoriahauses. Die Eröffnungsausstellung fand am 6. Oktober unter anderem mit Werken von Andreas Achenbach, Oscar Achenbach, Leopold von Kalckreuth und Paul Friedrich Meyerheim statt. Im April 1893 wurde Ferdinand Morawe Inhaber der Kunsthandlung.
Im Kunstsalon Lichtenberg fand im Jahr 1893 eine Ausstellung mit Werken des damals jungen Edvard Munch statt, nur kurze Zeit nach der ersten Munch-Ausstellung in Deutschland, die am 5. November 1892 in Berlin eröffnet wurde. Die Ausstellung in Berlin erregte heftige Proteste und wurde nach einer Woche vorzeitig geschlossen. Der Streit um die Ausstellung in Berlin führte zur Gründung der Berliner Secession. Vom 4. November bis am 1. Dezember 1894 wurde im Kunstsalon Lichtenberg die erste gemeinsame Ausstellung des Vereins bildender Künstler Dresden gezeigt. Der Verein bildender Künstler Dresden war die erste der Dresdner Sezessionsbewegungen. Präsentiert wurden 119 Werke von 35 Vereinsmitgliedern.

### Kunsthandlung Max Sinz
Am 1. Juli 1896 übernahm der bisherige Mitarbeiter und Kunsthändler Max Sinz die Kunsthandlung Lichtenberg und verlegte sie unter dem Namen Th. Lichtenberg Nachfolger Max Sinz an die Moszinskystraße 1 Ecke Prager Straße.
Im September 1917 zog die Kunsthandlung unter dem Namen „Kunsthandlung Max Sinz“ in das gegenüber liegende Haus an die Prager Straße 38. Das bisherige Raumangebot wurden u. a. mit zwei Oberlichtsälen, mehreren Seitenlichträumen und einem Graphischen Kabinett vergrößert.
Max Sinz übernahm 1934 die Räumlichkeiten der kurz zuvor geschlossenen Galerie Arnold an der Schloßstraße. Neben den sich an der Moderne orientierenden Dresdner Kunsthandlungen, wie die Galerie Arnold, der Kunstsalon Emil Richter, die Galerie Neue Kunst Fides oder die Galerie Junge Kunst von Josef Sandel, gehörte die Kunsthandlung Max Sinz zusammen mit den Kunsthandlungen Paul Rusch und Friedrich Axt zu den eher konservativ ausgerichteten Galerien Dresdens.
Am 1. November 1934 wurde die Kunsthandlung in die Rechtsform einer Offenen Handelsgesellschaft umgewandelt. Als Inhaber waren Max Sinz, Dr. Max Sinz und Heinrich Sinz eingetragen. Die Kunsthandlung Max Sinz wurde an Ostern 1943 „behördlicherseits geschlossen“. 1945 wurde die ehemalige Kunsthandlung beim Bombenangriff auf Dresden zerstört. Nach dem Krieg wurde die Kunsthandlung in Dresden-Strehlen an der Waterloostraße 7 (heute Heinrich-Zille-Straße) neu eröffnet.

#### Ausstellungen (Auswahl)
- 1917: Eröffnungsausstellung an der Prager Straße 38, u. a. mit Fritz Beckert, Eugen Bracht, Anton Cilio-Jensen, Ferdinand Dorsch, Gotthardt Kuehl, Robert Sterl, Fritz Stotz, Hans Unger
- 1917: Nachlassausstellung Max Uth
- 1917: Ortsverband Dresdner Künstlerinnen u. a. mit Doris am Ende, Fides Karny, Etha Richter, Bertha Schrader, Johanna Zschille-von Beschwitz
- 1918: Einzelausstellung Richard von Hagn
- 1918: Einzelausstellung Max Frey
- 1921: Jubiläumsausstellung der Dresdner Erzgießerei Pirner & Franz anlässlich ihres 40-jährigen Bestehens
- 1922: Einzelwerke von Hermann Gradl, Karl Caspar, Fritz Meisel, Hans Olde, Adolf Schinnerer
- 1922: Neue Werke von Friedrich Kaltwasser, Herbert Lehmann, Ludwig Muhrmann, Georg Oehme, Hanns Oehme, Rudolf Otto, Oskar Rothkirch, Wilhelm Überbrück, Graphik von Carl Strauss (Zürich)
- 1922: Einzelwerke von Wilhelm Busch, Ferdinand Dorsch, Otto Fedder, Rudolf Hellgrewe, Friedrich Kaltwasser, Siegfried Mackowsky, Ludwig Muhrmann, Oskar Rothkirch, Paul Schier, Graphik von Wolfgang Breuer und Emil Orlik
- 1922: Weihnachtsausstellung mit Werken von Gertrud Beschorner, Edward Cucuel, Max Gaisser, Kurt Gasch, Hans Meid, Georg Oehme, Kurt Striegler, Albin Tippmann, Karl Wehlte
- 1923: Günther Blechschmidt (Aquarelle und Gemälde)
- 1923: „Zwickauer Künstlerbund“ (Radierungen, Holzschnitte, Aquarelle)
- 1923: „Künstlervereinigung Dresden“ und „Dresdner Kunstgenossenschaft“
- 1923: Károly Harmos (Aquarelle und Zeichnungen)
- 1923: Etha Richter (Plastiken und Handzeichnungen)
- 1924: Georg Gelbke (Motive aus Dalmatien)
- 1926: Max Frey
- 1926: Fritz Scherer (München)
- 1926: Braunschweiger Künstler (Fritz Döhler, Herbert Knorr, Willi Oppermann)
- 1930: Ortsverband Dresdner Künstlerinnen